# Göran Tivenius
Göran Tivenius, född 1957 i Örebro, svensk reklambyråman och författare. Medarbetare i Sveriges Radio P4 och P1 samt pressvärd för Örebro SK Fotboll .
Många av Tivenius böcker handlar om historia och några om marknadsföring och kommunikation. Han var ledamot i styrelsen för Sveriges Reklamförbund 1987-1989, Örebro kommuns tillväxtråd, Örebro Universitets innovationsråd samt medlem i Örebro läns författarsällskap. Är grundare av, samt ordförande i, the Swedish Ernie Bushmiller Society 2014–. Arbetade som kommunikationsstrateg på Kommuninvest 2013–2019. Redaktör för Kommuninvests magasin Dialog 2013-2019. 